# 新华书店

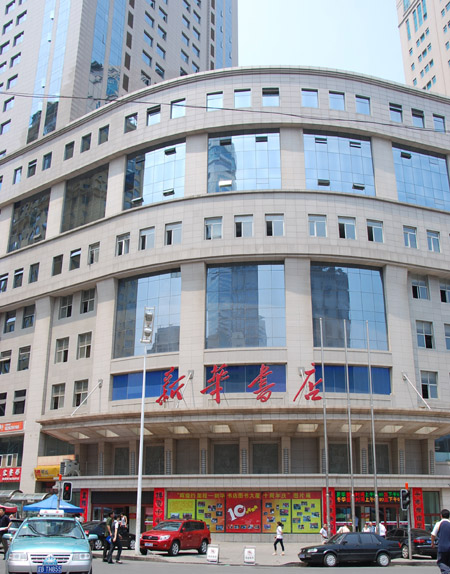
大連的新華書店

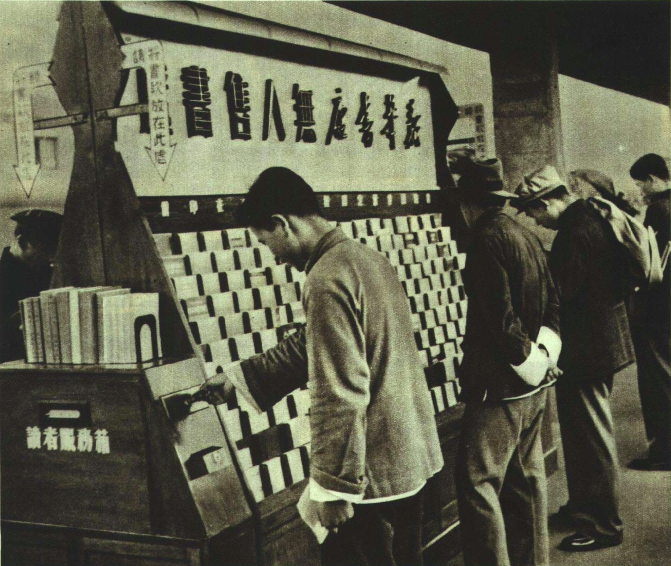
1952年新华书店上海北站誠實無人售書攤

新华书店是中国大陆最大的国有连锁书店品牌，其商标自2003年起由中国新华书店协会管理，該書店公认的总部（北京新华书店总店）受中共中央宣传部、中国出版集团公司管理。新华书店被认为是中华人民共和国的官方书店品牌，是中国教材的唯一经销商，也是官方刊物宣傳與發售地點之一。

## 历史

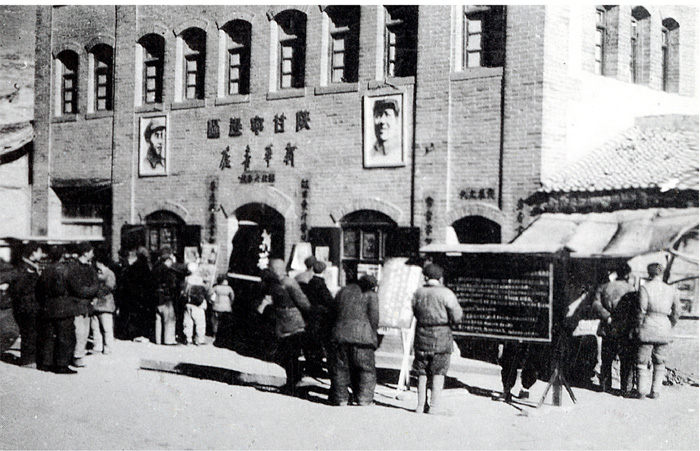
1942年位于延安南关街的陕甘宁边区新华书店

1937年1月13日，中共中央从陕北保安县迁入延安，以张闻天、秦邦宪、凯丰等组成中共中央党报委员会，设在延安北门外，廖承志任秘书长主持日常工作，后由徐冰接替，负责领导红色中华通讯社，编辑解放周刊，出版图书。党报委员会设有出版科和发行科。出版科副科长黄植，发行科长兼支部书记涂国林，副科长臧剑秋。1937年4月24日，中共中央机关刊物《解放》周刊创刊，发行科在《解放》创刊上署名“陕西延安新华书局”，至第1卷第21期(1937年10月30日)改为“发行者 新华书店”。因为新华书店（局）问世的第一天，是1937年4月24日，所以，这一天是新华书店成立的日期。当年延安出版的马列丛书、抗战丛书，均由新华书店发行。
1937年7月抗日战争爆发后，为防备日机轰炸，中共中央党报委员会迁到清凉山万佛洞。发行科在万佛洞底层的一个小石窟开设了门市部。这个小石窟同时又是发行科的办公室，还是涂国林、黄植的卧室。白天，门口放一张桌子，既能办公，又是卖书的柜台。零售书刊就堆在桌子下面、床铺上面、旮旯拐角，到处都是书。书库设在上边万佛洞主窟右后侧的小石窟，与门市之间蜿蜒着一条崎岖的山径。收进的书要入库，库房的书陆续要上门市。当时新华书店（既中央党报委员会发行科）的工作人员只有7人，除正副科长外，有个通讯班（主要负责包装、运输），班长刘兴许、2个通讯员、2位负责书刊收发业务，均为长征老红军战士。
1937年10月2日出版的《解放》周刊第十八期刊登了一篇图书广告，署名“发行处：陕西延安新华书店”，广告书目有《列宁主义概论》、《列宁主义问题》、《两个策略》、《列宁选集》第十二卷等书。由于清凉山较偏僻，1937年10月间在比较热闹的延安南大街开设了新华书店门市部，地址在现延安大礼堂往南，延安地委机关驻地往东，原陕甘宁边区政府驻地的崖畔下边。1937年10月，陕西省政府教育厅长周某颁布“查封延安新华书店与《解放》周刊的严令”，并派军警强行封闭了《解放》周刊在西安从事发行业务的办事处，还在三原、西安等地搜查没收《解放》周刊。为此，10月30日出版的第二十一期《解放》周刊“时评”专栏发表了《抗议解放周刊的查禁》一文，向“西安当局及南京最高当局提出严重抗议”，向“全国抗日同胞作最愤慨的声诉”。经八路军南京办事处与国民党中央宣传部交涉，才“和解了事”。1937年12月，新华书店搬迁入延安城内凤凰山麓，现地区邮电局和地区百货公司附近。1938年1月起，所有中央党报委员会编译的书刊，一律用解放社的名义出版，由新华书店发行，1938年全年共出版发行《列宁选集》八卷(全书二十卷)，“抗日战争丛书”五种。1938年5月1日，中共绥德特委领导的西北抗敌书店在绥德开业；解放战争后期改名新华书店。1938年秋，涂国林调往中央宣传部，王均予继任科长，后由曾在天津地下党办过知识书店的向叔保任科长（新华书店经理）。1938年11月20日为星期日，日军飞机第一次轰炸延安城，“凤凰山麓新华书店门前遇难和受伤的机关人员和学生最多”。延安城被炸后，门市部又搬回清凉山，地址在现解放剧院后边。1939年2月7日，《新中华报》由陕甘宁边区政府机关报改为中共中央机关报，发行工作也由边区政府收发科移交新华书店总经售。1939年3月22日，中共中央发出《关于建立发行部的通知》，要求“从中央起至县委一律设立发行部”。任务是“推销党的各种出版物，统一对于各种发行机关的领导，打破各地顽固分子对于本党出版物的查禁与封锁，研究各种发行的经验”。1939年4月，任弼时、李富春向有关干部传达了中央关于组建中央发行部的决定，强调建立发行部的任务就是把党的方针、政策、指示和马列主义理论，通过书籍、报刊，发行到敌后各抗日根据地和国统区的大后方去，以扩大党的影响，发展党的队伍。1939年5月17日，中共中央发出《关于宣传教育工作的指示》，再次提出：“各级党委应经常注意与检查党的发行工作。在运用公开发行的一切可能之外，应即建立党内的秘密发行。宣传部应与发行部发生密切的联系。”1939年5月，徐冰调离延安，中共党报委员会的出版、发行（新华书店）等科合并到1939年6月1日新成立的中共中央发行部（1939年9月改为中共中央出版发行部），李富春兼任部长，王林任副部长，向叔保任出版发行部发行处长。至1939年8月，新华书店共发行98种新书，杂志《解放》《中国青年》《中国妇女》《军政杂志》《文艺突击》《前线画报》。新华书店在1939年8月18日《新中华报》上刊登了《扩大营业搬迁新址启事》。启事说：“因旧址不敷应用，拟于最近迁移至北门外（鲁艺旧址）照常营业，各界读者移玉光顾，无任欢迎”。紧接着又在22日和25日两天的《新中华报》刊登广告说：“自1939年9月1日起移至本市北门外新址办公”。1939年9月1日，新华书店单独建制，由中共中央出版发行部直接领导。9月1日，北门外新门市部正式开业。毛泽东题写了“新华书店”四个大字，派秘书柴沫送到书店。朱德、张闻天等中央领导亲临门市视察并表示祝贺。新华书店迁至新址后，充实了人员，扩充了机构，设发行、进货、栈务、邮购、门市等科，王矛任经理。不久，由张道吾继任。1940年易吉光(曾任北方局天津市委副书记，化名余卫公任天津知识书店副经理)任经理。
此后在华北、华中、山东等根据地也先后设立新华书店。1939年12月,中共中央北方分局书记彭真，复电延安中共中央发行部部长李富春，报告晋察冀边区建立书报发行网的情况。1940年2月，中共出版发行部派发行处长向叔保、发行处副处长兼运输科长许光庭去绥德专区和晋绥、晋察冀等根据地建立发行网点，沟通与延安新华书店的业务联系。他们带有六十多箱图书，要从兴县运到晋察冀、冀中等根据地去。当时驻守在兴县的一二○师师长贺龙、政委关向应，抽调了有三十匹骡马的运输队，又派出一个连的兵力，突破敌伪的封锁线，武装护送到目的地。1940年3月，在中央出版发行部的协助下，中共晋西北区党委以八路军一二○师三五八旅随军文化合作社为基础，在兴县成立了新华书店（即晋西北新华书店，后来的晋绥新华书店），这是延安新华书店的第一个分店，除推销书刊外，还承担向华北、华中等根据地转运延安出版物的任务。1940年4月,中共晋西区党委建立出版发行部，举办训练班培训发行干部。1940年9月1日,由晋冀鲁豫边区的新华日报华北分馆建立黎城新华书店门市部，这是延安新华书店的第二个分店。1946年初，中共中央出版局并入中共中央宣传部，新华书店总店成为中宣部发行科，对各根据地业务和出版发行图书仍用总店名义。1948年8月，中宣部决定建立全国出版工作的统一集中领导机关，并于次年2月，正式成立中共中央出版委员会。1949年10月3日，中共中央宣传部出版委员会在北京召开全国新华书店出版工作会议。 1940年10月14日,中共中央宣传部发出《关于充实和健全各级宣传部门的组织及工作的决定》，其中包括:“领导和组织党报的出版与发行，并编审和出版各种书籍、教材及宣传品。”在各级党委宣传部的机构设置中，设立编审委员会，管理编审工作，设立出版发行科，管理出版发行工作。
中华人民共和国成立后又有很大发展。1949年10月3日至19日，全国新华书店出版工作会议在北京召开。根据周恩来总理建议，会议作出《关于统一全国新华书店的决定》。1950年4月1日，中央人民政府出版总署决定成立新华书店总管理处，设出版、厂务、发行三个部门。1951年1月，新华书店总店在北京成立，作为全国新华书店的最高管理机构，对各地分支店的人、财、物实行集中统一管理。新华书店从分散经营走向统一、集中，并按照事业发展规划，在全国各地建立发行网点，规范经营管理制度。实行图书出版、印刷、发行分工专业化时，改为国家发行图书的专业机构，并建成遍布全国的图书发行网。而各级新华书店原有的编辑出版机构改组为中央或地方的人民出版社，原有的厂务部和印刷厂成为单独经营的新华印刷厂。1955年年底，全国新华书店依靠供销社迅速建立起农村图书发行网，涌现出了北京怀柔书店的“背篓精神”、新疆的“骆驼书店”、湖南的“扁担精神”。
1977年到1986年，新华书店系统进行了图书流通体制改革，实行了“利润留成”和“库存图书分年核价”制度，创办了全国书市，举办图书“看样订货会”，实行“开架售书”，引进计算机管理，与武汉大学合作创建了我国第一个图书发行管理学专业。经过“三多一少”和“三放一联”的图书发行体制改革。这个时期也是新华书店发行网点、事业规模、职工队伍和进销业务蓬勃发展的黄金时期。1987年10月，新华书店总店与所属新华书店北京发行所和新华书店储运公司合并为一个经济实体，成为中央一级图书发行企业，由当时的新闻出版署直接领导。新华书店总店与各地新华书店之间转为业务往来关系。 

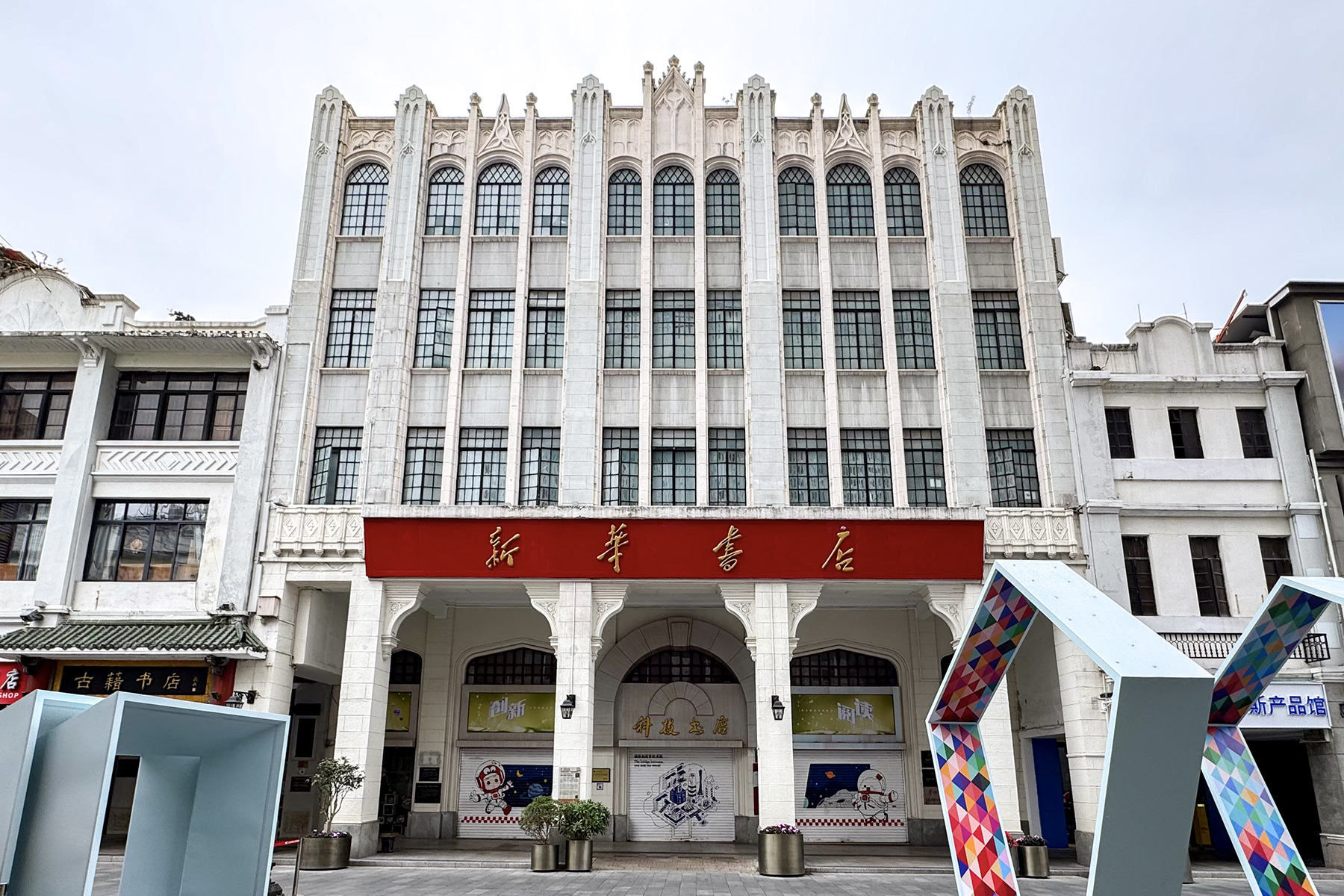
广州新华书店总店，原商务印书馆广州分局

1994年11月，广州市政府与新华书店、职工集资8000多万元兴建，营业面积一万多平方米、经营图书近10万种的全国最大的现代化图书城——广州购书中心落成开业。沈阳北方图书城、深圳书城、北京图书大厦、上海书城、云南图书大厦等纷纷建成开业。
1998年1月，“新华书店”服务商标和统一标识被申请注册；2003年1月，中国新华书店协会成立。
2002年7月，国家新闻出版总署专门出台了《新华书店（发行集团）股份制改造若干意见》，上海、浙江、江苏、辽宁、四川、福建等省级新华发行集团被选为试点单位。2006年10月17日“新华传媒”通过“借壳上市”成为第一家成功在国内资本市场上市的出版发行企业，上海新华发行集团也完成了由传统新华书店向多业态大型文化传媒流通产业公司的转型。2007年5月30日，由四川新华发行集团组建的新华文轩在香港挂牌上市，成为内地第一家在港上市的出版发行企业。 
2005年以来，新华书店海外分店相继在乌兰巴托、纽约、伦敦开业。 
截至2006年共有14000多個發售網點；現今分店招牌的题字为毛泽东于1948年12月在河北所題。

## 所获荣誉
2019智慧零售潜力TOP100排行榜，新华书店排名第59名。

## 分布

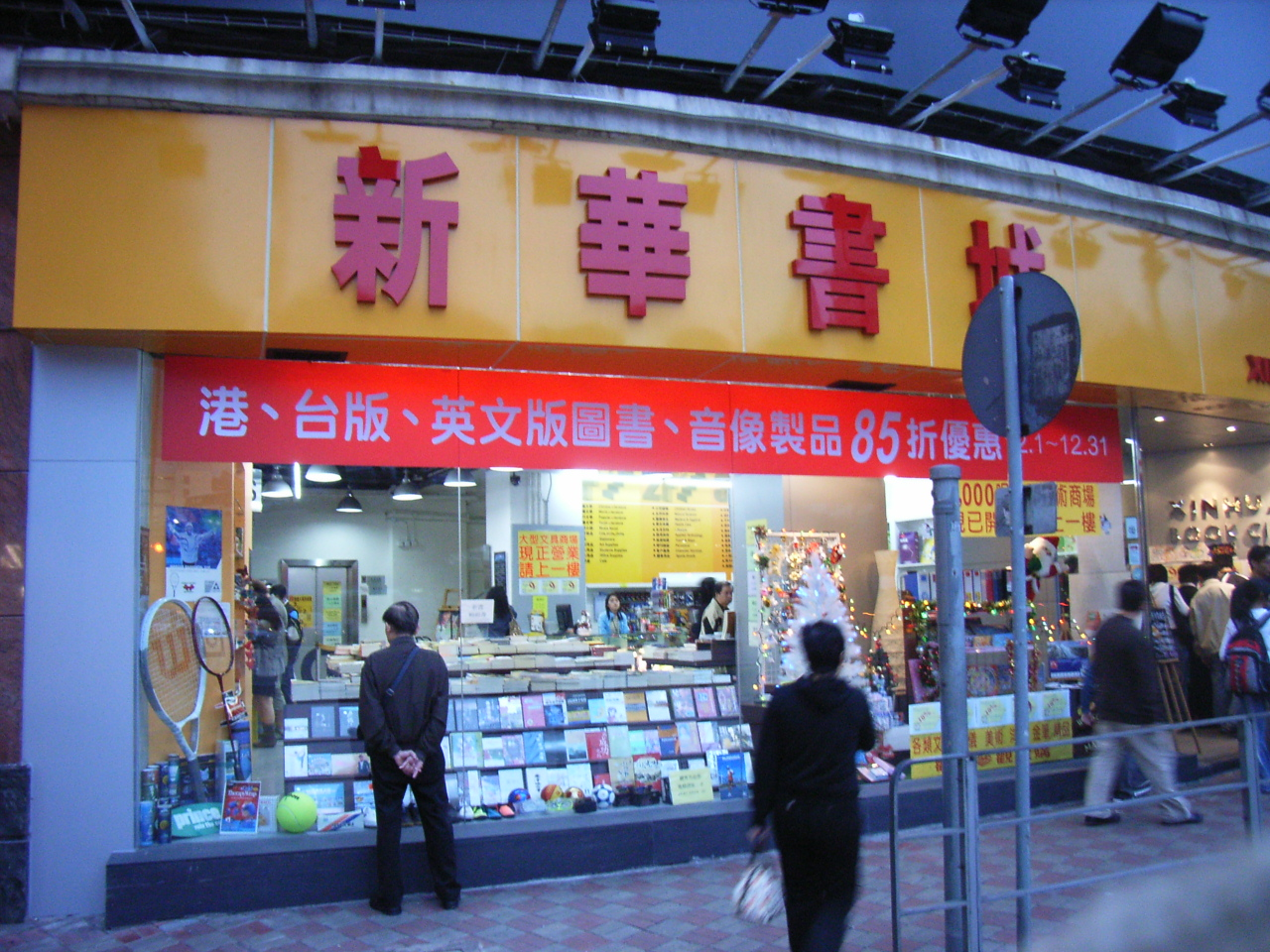
香港灣仔的新華書城

總店與發行所位於北京市西城区。各省會或重要城市則有「購書中心」或「書城」等名義經營；在香港以“新華書城”名義在灣仔禮頓道1號經營（現已遷至北角及香港仔），在澳門則以“珠新圖書公司”名義經營。2009年10月20日，新华书店在伦敦成立欧洲首家分店。2022年12月3日，“新华书店·逆光226”非视觉文化书店在上海市黄浦区南昌路226号開業。這是上海第一家残疾人友好书店。

## 资料来源
1. ↑  郑士德; 黄先蓉. .  3版网络版. 2023-04-18  [2024]. （原始内容存档于2025-01-27）.
2. ↑  时任延安市市长高朗亭：“回忆日本飞机第一次轰炸延安城”，载《延安文史资料》第二辑。
3. 1 2  .   [2016-02-04]. （原始内容存档于2016-02-04）.
4. ↑  .   [2015-07-16]. （原始内容存档于2015-07-16）.
5. ↑  .   [2022-12-04]. （原始内容存档于2022-12-30）.